# 乃乃社
乃乃社，又稱奶奶社、奶笏崙社，為臺灣平埔族一部落，現已漢化或滅絕。其大約分布於桃園市茄苳溪中游丘陵、大檜溪與水汴頭一帶。又有舊地名「奶奶崎」。
關於乃乃社的紀錄，可見於杜臻《澎湖臺灣紀略》：「南崁港出焉，…，折而東八十里，至八里分社，其旁有奶奶社。」高拱乾《臺灣府志》所附的輿圖中亦有提到奶奶社和龜崙社。